# Dietrich Andreas
Dietrich Andreas (* 1943 in Königsberg i. Pr.) ist ein deutscher Diplomat. Von 2005 bis August 2008 war er Botschafter an der deutschen Botschaft in Rangun, Myanmar. 

## Leben
Dietrich Andreas studierte Rechtswissenschaften und Volkswirtschaftslehre in Göttingen und Berlin.
1972 trat Dietrich Andreas in das Auswärtige Amt ein. Sein erster Auslandsposten führte ihn bis 1973 an die Ständige Vertretung Deutschlands bei den Europäischen Gemeinschaften in Brüssel. Im Anschluss war er jeweils kurze Zeit bei den Botschaften in Bern und Athen tätig, bevor er 1974 für drei Jahre an die Botschaft nach Belgrad wechselte. 1977/78 war er Mitglied der deutschen Delegation beim ersten Folgetreffen der KSZE in Belgrad. Danach wurde er ständiger Vertreter und Konsul am Generalkonsulat im heutigen Chennai. 1985 wurde er Leiter der Wirtschaftsabteilung an der Botschaft im nigerianischen Lagos. 1991 wurde er mit der Leitung des Generalkonsulats Zagreb betraut. Von 1992 bis 1995 wurde er ständiger Vertreter des Botschafters in Thailand und Leiter der Wirtschaftsabteilung der dortigen Botschaft. 1995 übernahm er die Leitung der deutschen Delegation bei der Europäischen Beobachtermission ECMM auf dem Balkan. Im Anschluss wurde er Mitglied der OSZE Mission für Bosnien und Herzegowina in Sarajevo. Im Auswärtigen Amt wurde er 1998 Beauftragter für Entwicklungspolitik und Leiter des Referats für Grundsätze der Entwicklungspolitik. Von 2001 bis 2005 war er als Botschafter in Dhaka tätig, bevor er im August 2005 als Botschafter nach Rangun entsandt wurde.